# Alliance Aischdall Hobscheid-Eischen
Der FC Alliance Aischdall Hobscheid-Eischen ist ein luxemburgischer Fußballverein aus Hobscheid. Der Verein trägt seine Heimspiele im 2.120 Zuschauer fassenden Stade „Koericherberg“, der Heimspielstätte des Vorgängervereins CS Hobscheid, aus.

## Geschichte
Alliance Aischdall wurde am 30. März 2007 durch die Fusion von CS Hobscheid und dem FC Olympique Eischen gegründet. 2010 stand der Verein erstmals vor dem Aufstieg in die Ehrenpromotion, scheiterte jedoch im Entscheidungsspiel mit 3:4 nach Elfmeterschießen an US Hostert.
2012 gelang dem Verein als Meister der 1. Division – 1. Bezirk der Aufstieg in die Ehrenpromotion, aus der Alliance Aischdall durch eine 2:4-Niederlage nach Elfmeterschießen im Barragespiel gegen Minerva Lintgen nach zwei Jahren in die 1. Division absteigen musste.

## Vorgängervereine

### CS Hobscheid
Cercle Sportif Hobscheid wurde 1932 gegründet. Die Vereinsfarben waren gelb und schwarz.
Von 1996 bis 2002 spielte CS Hobscheid in der höchsten luxemburgischen Spielklasse und nahm 1998, 2000 und 2001 am UEFA Intertoto Cup teil. Dort scheiterte die Mannschaft jeweils schon in der ersten Runde.
Der größte Erfolg im nationalen Pokalwettbewerb war das Erreichen des Halbfinales in der Saison 2000/01.
Am Ende der letzten Saison als eigenständiger Verein 2006/07 belegte CS Hobscheid den 4. Platz in der drittklassigen 1. Division.
| Saison | Wettbewerb         | Runde    | Gegner             | Gesamt | Hin     | Rück    |
| ------ | ------------------ | -------- | ------------------ | ------ | ------- | ------- |
| 1998   | UEFA Intertoto Cup | 1. Runde | FC Hradec Kralove  | 1:2    | 0:0 (H) | 1:2 (A) |
| 2000   | UEFA Intertoto Cup | 1. Runde | FK Pelister Bitola | 1:4    | 1:3 (A) | 0:1 (H) |
| 2001   | UEFA Intertoto Cup | 1. Runde | FK Dinamo Minsk    | 1:7    | 0:6 (A) | 1:1 (H) |

Gesamtbilanz: 6 Spiele, 2 Unentschieden, 4 Niederlagen, 3:13 Tore (Tordifferenz −10)

### FC Olympique Eischen
Gegründet 1917, waren die größten Erfolge der Vereinsgeschichte der Aufstieg in die höchste luxemburgische Liga, die Nationaldivision, 1980 sowie das Erreichen des nationalen Pokalfinales 1981, das jedoch mit 0:5 gegen Jeunesse Esch verloren wurde. 
Von 1980 bis 1983 sowie von 1984 bis 1989 gehörte Olympique Eischen der Nationaldivision an. Zum Zeitpunkt der Fusion spielte der Verein in der drittklassigen 1. Division.

## Stadion
Der Verein trägt seine Heimspiele im 2.120 Zuschauer fassenden Stade „Koericherberg“, der Heimspielstätte des Vorgängervereins CS Hobscheid, aus.